# Roedgen
Roedgen (Luxemburgs: Riedgen) is een plaats in de gemeente Reckange-sur-Mess en het kanton Esch-sur-Alzette in Luxemburg.
Roedgen telt 325 inwoners (2001).